# Sinfonia Fantástica
A Sinfonia Fantástica Opus 14, nome oficial Episódio da Vida de um Artista, Sinfonia Fantástica em Cinco Partes (em francês Épisode de la vie d’un artiste, symphonie fantastique en cinq parties), foi a primeira sinfonia do grande compositor e músico Hector Berlioz, composta no ano de 1830, é o verdadeiro nome da obra, apresentada no dia 5 dezembro de 1830 no Conservatório de Paris, sob a batuta do maestro François-Antoine Habeneck. Esta apresentação difere da que conhecemos hoje, uma vez que Berlioz revisou o trabalho durante anos e só veio a republicá-la em 1845.
É o trabalho mais conhecido de Berlioz e foi criado por inspiração de sua paixão pela atriz irlandesa Harriet Smithson, após vê-la representar o papel de Ofélia na peça Hamlet, de Shakespeare, no Teatro de Paris, em 1827, e também pela leitura de Fausto, de Johann Wolfgang von Goethe.
A obra é um marco na música francesa, pois inaugura o sinfonismo na França. Berlioz quebra a estrutura formal da sinfonia, formada de quatro movimentos, quando a apresenta com um movimento a mais. 
Berlioz redigiu um roteiro impresso em 1831 em que indicava o que o protagonista imaginava em cada movimento da obra. Para o autor, o artista, sob efeito do ópio, tem alucinações e estas são traduzidas em cinco situações indicadas através dos cinco movimentos.

## Movimentos
- Alguns dias antes da estreia da Sinfonia Fantástica, surgiu na imprensa um texto do próprio Berlioz, descrevendo o 'plano do drama musical' que também estaria impresso no programa de concerto.

Um jovem músico de grande sensibilidade e cheio
de emoção, profundamente desesperado por causa de um amor não retribuído,
envenenou-se com ópio. A droga não é forte o suficiente para matá-lo, mas induz
um sono profundo com sonhos estranhos. Suas sensações, emoções e lembranças,
filtradas por um cérebro febril, transforma-se em imagens e ideias musicais. A própria
amada transforma-se, para ele, em uma melodia, um tema recorrente (a ‘ideia
fixa’) que o persegue constantemente. 
Devaneios e Paixões - Largo; Allegro Agitato e Appassionato Assai.
Primeiro ele se lembra do cansaço da alma, esse
desejo indefinível, essa sombria melancolia e essas alegrias sem objeto que experimentava
antes de se encontrar com a sua amada. Depois, o amor explosivo que o inspirou
imediatamente, seu delirante sofrimento, sua volta à ternura, seus consolos
religiosos.
Um Baile - Valse: Allegro Ma Non Troppo.
Durante um baile, em meio a uma festa brilhante
e ruidosa, ele se encontra de novo com a sua amada.
Cena Campestre - Adagio.
Numa noite de verão, no campo, ele ouve dois
pastores chamando um ao outro com suas melodias folclóricas. O dueto pastoral
naquele lugar bucólico, o suave ruído das folhas balançadas pelo vento, alguma razão
para esperança que tinha recentemente chegado a seus ouvidos – tudo se une para
encher o seu coração com uma tranquilidade única e dar cores mais brilhantes à
sua fantasia. Mas a sua amada aparece de novo, espasmos contraem o seu coração
e ele se enche de premonições sombrias. E se ela se mostrasse de novo infiel?
Apenas um dos pastores recomeça a sua melodia rústica. O sol está se pondo. Da
distancia vem o rugido de um trovão – solidão – silencio. 
Marcha para o Cadafalso - Allegretto Non Troppo. 
Ele sonha que matou a amada, foi condenado à
morte e está sendo levado à execução. A marcha, feroz embora lúgubre, brilhante
embora solene, acompanha a procissão. Rompantes ruidosos seguem-se, sem pausa,
ao som pesado dos passos que marcham, Finalmente, como um derradeiro pensamento
amoroso, a ideia fixa aparece brevemente, mas é cortada pela queda do machado.  
Sonho de uma Noite de Sabá - Larghetto; Allegro Assai. 
Ele se vê numa sabbat de feiticeiras, cercado por uma assustadora multidão de
espectros e monstros de todo tipo, reunido para o seu enterro. Sons
sobrenaturais, gemidos, gargalhadas, gritos distantes, aos quais outros parecem
responder! A melodia da amada soa de novo, mas perdeu o seu caráter de nobreza
e sobriedade. É agora uma ignóbil melodia de dança, trivial e grotesca. Ela vem
pessoalmente ao Sabbat! Um grito de alegria saúda a sua chegada. Ela se junta à
orgia diabólica. O dobre funéreo e burlesco do Dies Irae. Dança das Feiticeiras. A dança e o Dies Irae se combinam. 

## História
Sinfonia Fantástica foi executada pela primeira vez em 5 de dezembro de 1830 com a Orquestra formada por membros do Conservatório de Paris, tendo como condutor François-Antoine Habeneck. 
Sofreu inúmeras revisões pelo autor até ser publicada em 1845. Foi dedicada ao Imperador de Todas as Rússias, o Tsar Nicolau l. O seu roteiro explicativo, que segundo o autor "é indispensável à completa intelecção do plano dramático da obra" também sofreu revisões ao longo do tempo.